# خوزه ریکاردو دا سیلوا
خوزه ریکاردو دا سیلوا مهاجم اهل برزیل است که در شهر فورتالزا و در تاریخ ۱۱ سپتامبر ۱۹۳۹ به دنیا آمده‌است.
خوزه ریکاردو دا سیلوا در تیم‌های فوتبال Botafogo سابقهٔ حضور دارد.